# لازارو کاردناس، میچوآکان
لازارو کاردناس، میچوآکان (به اسپانیایی: Lázaro Cárdenas, Michoacán) از شهرهای کشور مکزیک است که در ایالت میچوآکان قرار دارد و جمعیت آن طبق سرشماری سال ۲۰۱۰ میلادی ۱۷۸٬۸۱۷ نفر بوده است.